# Bicellariella chuakensis
Bicellariella chuakensis är en mossdjursart som först beskrevs av Campbell Easter Waters 1913.  Bicellariella chuakensis ingår i släktet Bicellariella och familjen Bugulidae. Inga underarter finns listade i Catalogue of Life.